# Don Brochu
Donald „Don“ Brochu ist ein Filmeditor.

## Leben
Nachdem Donald Brochu 1981 und 1982 jeweils in einem Cheech-und-Chong-Film beim Schnitt assistieren durfte, erhielt er 1985 mit Die Frau des Profis, einer Komödie des Regisseurs Hal Ashby, die Möglichkeit erstmals eigenverantwortlich einen Filmschnitt zu führen. Die kompletten 90er-Jahre schnitt Brochu ausschließlich Kinofilme wie Alarmstufe: Rot, Eve und der letzte Gentleman und Auf der Flucht, wofür er 1994 eine Oscar-Nominierung für den Besten Schnitt erhielt. Seit der Jahrtausendwende zog er sich aus dem Kinogeschäft zurück und schnitt hauptsächlich Fernsehfilme. Hierbei arbeitete er mehrmals mit dem Regisseur Ron Underwood zusammen.
Don Brochu ist Mitglied der American Cinema Editors.

## Filmografie (Auswahl)
Als Editor
- 1985: Die Frau des Profis (The Slugger’s Wife)
- 1987: Born in East L. A.
- 1987: La Bamba
- 1988: Deadly Revenge – Das Brooklyn-Massaker (Out for Justice)
- 1988: Pizza Pizza – Ein Stück vom Himmel (Mystic Pizza)
- 1989: Lock Up – Überleben ist alles (Lock Up)
- 1992: Alarmstufe: Rot (Under Siege)
- 1992: Made of Steel – Hart wie Stahl (Beyond the Law)
- 1992: Spezialeinheit IQ (A Midnight Clear)
- 1993: Auf der Flucht (The Fugitive)
- 1994: Auf brennendem Eis (On Deadly Ground)
- 1996: Außer Kontrolle (Chain Reaction)
- 1997: Volcano
- 1999: Dudley Do – Right
- 1999: Eve und der letzte Gentleman (Blast from the Past)
- 2000: Corrie und das Rennpferd (Ready to Run)
- 2002: Meine ersten zwanzig Millionen (The First $20 Million Is Always the Hardest)
- 2003: Das Medaillon (The Medallion)
- 2004: 10.5 – Die Erde bebt (10.5)
- 2005: In the Mix
- 2006: 10.5 – Apokalypse (10.5: Apocalypse)
- 2006: Santa Baby (Fernsehfilm)
- 2006: High School Musical
- 2007: Weihnachten in Handschellen (Holiday in Handcuffs)
- 2008: High School Musical 3: Senior Year
- 2009: Michael Jackson’s This Is It
- 2009: Die Schein-Hochzeit (My Fake Fiancé)
- 2009: Santa Baby 2 (Santa Baby 2: Christmas Maybe, Fernsehfilm)
- 2010: Businessplan zum Verlieben (Beauty & the Briefcase)
- 2012: Der große Weihnachtsauftritt (The Mistle-Tones)
- 2013: Nennt mich verrückt! (Call Me Crazy: A Five Film)
- 2014: Albert aus Versehen (How to Build a Better Boy)
- 2015: Descendants – Die Nachkommen (Descendants)
- 2016: The Rocky Horror Picture Show: Let’s Do the Time Warp Again
- 2017: A Change of Heart
- 2017: Descendants 2 – Die Nachkommen (Descendants 2, Fernsehfilm)
- 2019: Descendants 3 – Die Nachkommen (Descendants 3, Fernsehfilm)

Als Schnittassistent
- 1981: Cheech & Chongs heiße Träume (Cheech & Chong’s  Nice Dreams)
- 1982: Cheech & Chong im Dauerstress (Things Are Tough All Over)
- 1982: Tootsie

## Nominierungen
Oscar
- 1994: Bester Schnitt – Auf der Flucht (nominiert)

BAFTA Award
- 1994: Bester Schnitt – Auf der Flucht (nominiert)

American Cinema Editors
- Eddie-Award 1994 – Auf der Flucht (nominiert)
- Eddie-Award 2010 – Michael Jackson’s This Is It (nominiert)